# So Good So Right (All I Can Do)
A So Good So Right (All I Can Do) című dal az amerikai-német származású Sydney Youngblood 1994-ben megjelent első és egyetlen kimásolt kislemeze a The Hat Won't Fit című stúdióalbumról. A dal nem volt túl sikeres, csupán a német kislemezlista 91. helyéig jutott.

## Megjelenések
CD Maxi Single  BMG Ariola Hamburg GmbH – 74321 19603 2
1. So Good So Right (All I Can Do) (Radio Version) 3:50
2. So Good So Right (All I Can Do) (DJ Pippi's Ibiza-Frankfurt Mix) 6:44 Remix – DJ Pippi
3. So Good So Right (All I Can Do) (Frankfurt-Rotterdam Mix) 6:36
4. So Good So Right (All I Can Do) (DJ Pippi's Fresh Work) 5:16 Remix – DJ Pippi

## Slágerlista
| Slágerlista (1994)   | Legjobb helyezés |
| -------------------- | ---------------- |
| German Singles Chart | 91               |